# Charlie gra Carmen
Charlie gra Carmen (ang. Burlesque on Carmen) − amerykański film niemy z 1915 roku, w reżyserii Charliego Chaplina. W 1916 roku nakręcono drugą poszerzoną wersję tego filmu.

## Opis fabuły
Film jest parodią opery Carmen Georges'a Bizeta oraz noweli Prospera Mériméego o tym samym tytule. Charlie, gra hiszpańskiego żołnierza, wysłanego na południe kraju, celem schwytania bandy Cyganów. Tam zakochuje się w ich przywódczyni, pięknej Carmen.

## Obsada
- Edna Purviance – Carmen
- Charlie Chaplin – Darn Hosiery
- Leo White – Oficer ochrony
- Wesley Ruggles – Włóczęga
- May White – Frasquita
- Bud Jamison – Żołnierz straży
- Lawrence A. Bowes – Cygan
- Frank J. Coleman – Żołnierz
- John Rand – Escamillo, toreador